# 멘사

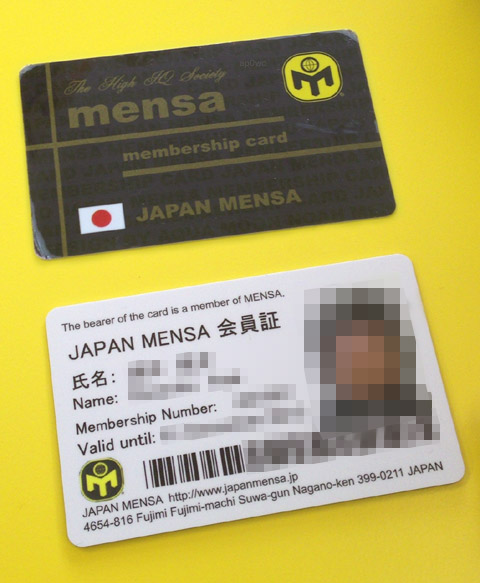

멘사(Mensa)는 둥근 탁자를 의미하는 라틴어에서 유래하였다. 세계에서 가장 크고 오래된 고지능자의 모임이며, 비영리 단체로서 지능지수 표준편차 24 기준, IQ 최소 148이상을 가지면 가입할 수 있다. 현재 2018년 대한민국에서는 2500명이 존재하며, 비정치적이면서 인종 및 종교차별로부터 자유로운 사회를 만드는 것이 목적이다.

## 멘사의 의미
멘사는 표준화된 지능검사에서 일반 인구의 상위지수에 드는 지적능력만을 가입조건으로 하는 국제적인 단체로, Mensa의 의미는 라틴어로 “테이블”, mens는 “마음”, 그리고 mensis는 “월”을 뜻하는데, 따라서 멘사를 통해 “마음, 테이블, 월”을 떠올릴 수가 있으며 위대한 마음을 가진 사람들이 한 달에 한 번 테이블에 둘러앉아 모임을 갖는다는 것을 의미한다.

### 멘사의 창립
멘사는 롤런드 버릴(Roland Berrill)과 랜설럿 웨어(Lancelot Lionel Ware)에 의해 1946년 영국의 옥스퍼드에서 설립되었다. Berrill은 호주출신의 변호사였고, Ware 박사는 국립의료연구소에서 일하면서 지능검사에 관심을 갖게 된 예비변호사였다. 이들은 우연히 기차에서 만난 후 지속적으로 교신하게 되었는데, 주로 Ware 박사의 오랜 숙원이었던 단체의 창설에 대한 것이었다. 1946년, Ware 박사는 Berrill에게 Cattell III 지능검사를 실시하였고, Berrill은 곧바로 지지자들을 찾기 시작했다. 1946년 10월 1일, Berrill은 첫 번째로 멘사 문헌을 출간하게 되는데, 이 날이 멘사의 창립일로 여겨지고 있다.
오늘날, 100개국 이상에 11만명 이상의 회원을 기반으로, 멘사는 사회적 상호작용과 지역사회 참여를 전 세계에 제공하고 있다.
우리나라에서는 약 2500명정도의 회원이 활동중에 있다. (2018년 1월 2일 기준)

### 멘사의 목적
멘사는 헌장에 따르면 멘사의 목적은 다음과 같다.
1. 인류를 위한 인지의 증명과 육성 

2. 지성의 본질, 특성 및 이용에 관한 연구 장려

3. 회원에게 지적․사회적 자극 환경 제공

### 한국멘사의 간략한 역사
한국멘사를 위한 최초의 모임은 1995년에서 1996년 사이에 있었는데, 국내의 국제멘사회원들이 만나 한국멘사의 발족을 논의하면서 설립 계획이 구체화되기 시작되었고, 그 후 영국에 소재한 국제멘사(Mensa International Ltd.)와의 협의를 거쳐 1996년 5월 중앙일보에 멘사에 관한 소개기사가 게재되면서 멘사가 한국에서 널리 일반에게 알려지게 되었다.
1996년 7월 대한생명 63빌딩에서 최초의 한국멘사 테스트가 실시되었고, 최종적으로 99명을 선발하면서 본격적으로 한국에 상륙하였다.
1997년 8월 초대 임원진이 선출되었고, 1998년 1월 COEX 국제회의실에서 234명의 회원이 참석한 초대 창립총회를 개최하였다.
2015년에는 2500명 가량의 회원이 활동했으며, 국제멘사와 마찬가지로 유한회사로 변경되었다.

## 가입 요건
멘사코리아에서 매월 정기적으로 실시하는 테스트를 통과하면 가입할 수 있는 자격을 얻게 되며, 그 이후 가입절차를 거치면 정회원이 될 수 있다. 테스트는 총 3번, 1년에 한번 응시할 수 있다.

## 같이 보기
- 인터텔(Intertel)